# Gasten IP
Gasten IP är en fotbollsarena som används av Kalmar FF som träningsanläggning och för tränings- och cupmatcher på lägre nivå. Anläggningen består av tre fullstora 11-mannaplaner och är utrustad med belysning och möjlighet att TV-sända matcher. Gasten är placerat precis i anslutning till Kalmars nyaste fotbollsarena Guldfågeln Arena.  Tidigare har konstgräset kritiserats för att hålla låg nivå men renoverades under 2017 till Fifas högsta nivå.  